# Mikaël Cherel
Mikaël Cherel (født 17. marts 1986) er en fransk forhenværende professionel cykelrytter.